# 군록
데이비드 자마힐 리슨비(David Jamahl Listenbee, 1975년 4월 18일 ~ )는 이전 예명 군록(GoonRock)으로 잘 알려진 미국의 프로듀서, 싱어송라이터이다.